# Klausen-Leopoldsdorf
Klausen-Leopoldsdorf – gmina w Austrii, w kraju związkowym Dolna Austria, w powiecie Baden. Według Austriackiego Urzędu Statystycznego liczyła 1 638 mieszkańców (1 stycznia 2014).